# Суонсон, Кристи
Кристен Ноэль Суонсон (англ. Kristen Noel Swanson; род. 19 декабря 1969) — американская актриса. Суонсон родилась и выросла в Мишен-Вьехо, Калифорния.
Суонсон наиболее известна по роли Баффи Саммерс в фильме 1992 года «Баффи — истребительница вампиров». Она дебютировала на большом экране с небольшой ролью в фильме «Девушка в розовом» (1986), и в том же году появилась в картинах «Феррис Бьюллер берёт выходной» и «Смертельный друг».

## Биография
Суонсон также имела роли в фильмах «Цветы на чердаке» (1987), «Горячие головы!» (1991), «Погоня» (1994), «Высшее образование» (1995), «Фантом» (1996), «Большой папа» (1999) и «Где моя тачка, чувак?» (2000).
В 1986 году Суонсон начала встречаться с актёром Аланом Тиком; на момент начала отношений ей было 16 лет, а Тику — 39. В 1988 году они обручились после двух лет отношений, однако позже расстались.
В 2006 году Суонсон начала встречаться с фигуристом Ллойдом Айслером, партнёром по реалити-шоу «Skating with Celebrities». Они поженились в феврале 2009 года. У них есть сын — Магнус Харт Суонсон Айслер (род. февраль 2007).
В июне 2007 года Суонсон была арестована по обвинению в нападении на бывшую жену Айслера. В октябре того же года обвинения были сняты.
Суонсон — республиканка. Она поддерживала политику Дональда Трампа.

## Избранная фильмография
| Год       | Русское название                 | Оригинальное название    | Роль                | Примечания                     |
| --------- | -------------------------------- | ------------------------ | ------------------- | ------------------------------ |
| 1986      | Девушка в розовом                | Pretty in Pink           | Дакетт              |                                |
| 1986      | Феррис Бьюллер берёт выходной    | Ferris Bueller’s Day Off | Симон Эдамли        |                                |
| 1986      | Смертельный друг                 | Deadly Friend            | Саманта Прингл      |                                |
| 1987      | Цветы на чердаке                 | Flowers in the Attic     | Кэти                |                                |
| 1989      | В мире грёз и фантазий           | Dream Trap               | Сьюзи               |                                |
| 1991      | Манекен в движении               | Mannequin On The Move    | Джесси              |                                |
| 1991      | Горячие головы!                  | Hot Shots!               | Ковальски           |                                |
| 1992      | Баффи — истребительница вампиров | Buffy the Vampire Slayer | Баффи Саммерс       |                                |
| 1993      | Программа                        | The Program              | Камилла Шафер       |                                |
| 1994      | Погоня                           | The Chase                | Натали Восс         |                                |
| 1994      | Поступление                      | Getting In               | Кирби Уоттс         |                                |
| 1995      | Высшее образование               | Higher Learning          | Кристен Коннор      |                                |
| 1996      | Фантом                           | The Phantom              | Диана Палмер        |                                |
| 1997      | 8 голов в одной сумке            | 8 Heads in a Duffel Bag  | Лори Беннетт        |                                |
| 1999      | Большой папа                     | Big Daddy                | Ванесса             |                                |
| 2000      | Где моя тачка, чувак?            | Dude, Where’s My Car?    | Кристи Бонер        |                                |
| 2001      | Ловушка для свингеров            | Zebra Lounge             | Луиз Бауэр          | Телевизионный фильм            |
| 2001      | Душа убийцы                      | Soul Assassin            | Тисса Янсен         |                                |
| 2003      | Тишина                           | Silence                  | доктор Джулия Крейг |                                |
| 2010      | Что если…                        | What If…                 | Уэнди Уокер         |                                |
| 2011—2014 | Ясновидец                        | Psych                    | Марлоу Виччеллио    | Повторяющаяся роль, 6 эпизодов |
| 2019      | Спецназ                          | SEAL Team                | Джулия Логан        | Повторяющаяся роль, 4 эпизода  |